# Női jégkorong-válogatottak a 2002. évi téli olimpiai játékokon
Ez a szócikk tartalmazza a 2002. évi téli olimpiai játékokon részt vevő női jégkorong-válogatottak által nevezett játékosok listáját.
A játékosok (vezetőedzők) adatai a 2002. február 9-i állapotnak megfelelőek. A táblázatokban található posztok rövidítései: K – Kapus, V – Védő, T – Támadó.

## A csoport

### Kanada
| Kanadai nemzeti női jégkorongcsapat-játékoskeret | Kanadai nemzeti női jégkorongcsapat-játékoskeret | Kanadai nemzeti női jégkorongcsapat-játékoskeret | Kanadai nemzeti női jégkorongcsapat-játékoskeret | Kanadai nemzeti női jégkorongcsapat-játékoskeret | Kanadai nemzeti női jégkorongcsapat-játékoskeret | Kanadai nemzeti női jégkorongcsapat-játékoskeret |
| #                                                | Név                                              | Poszt                                            | Magasság                                         | Súly                                             | Kor                                              | Klub                                             |
| ------------------------------------------------ | ------------------------------------------------ | ------------------------------------------------ | ------------------------------------------------ | ------------------------------------------------ | ------------------------------------------------ | ------------------------------------------------ |
| 1                                                | Sami Jo Small                                    | K                                                | 170                                              | 85                                               | 1976. március 25. (25 évesen)                    | Team Canada                                      |
| 33                                               | Kim St-Pierre                                    | K                                                | 57                                               | 126                                              | 1978. december 14. (23 évesen)                   | Team Canada                                      |
| 4                                                | Becky Kellar                                     | V                                                | 69                                               | 152                                              | 1975. január 1. (27 évesen)                      | Team Canada                                      |
| 5                                                | Colleen Sostorics                                | V                                                | 77                                               | 170                                              | 1979. december 17. (22 évesen)                   | Team Canada                                      |
| 6                                                | Thérèse Brisson                                  | V                                                | 56                                               | 123                                              | 1966. október 5. (35 évesen)                     | Team Canada                                      |
| 11                                               | Cheryl Pounder                                   | V                                                | 67                                               | 148                                              | 1976. június 21. (25 évesen)                     | Team Canada                                      |
| 73                                               | Isabelle Chartrand                               | V                                                | 62                                               | 137                                              | 1978. április 20. (23 évesen)                    | Team Canada                                      |
| 91                                               | Geraldine Heaney                                 | V                                                | 64                                               | 141                                              | 1967. október 1. (34 évesen)                     | Team Canada                                      |
| 7                                                | Cherie Piper                                     | T                                                | 75                                               | 165                                              | 1981. június 29. (20 évesen)                     | Team Canada                                      |
| 12                                               | Lori Dupuis                                      | T                                                | 77                                               | 170                                              | 1972. november 14. (29 évesen)                   | Team Canada                                      |
| 13                                               | Caroline Ouellette                               | T                                                | 64                                               | 141                                              | 1979. május 25. (22 évesen)                      | Team Canada                                      |
| 15                                               | Danielle Goyette                                 | T                                                | 68                                               | 150                                              | 1966. január 30. (36 évesen)                     | Team Canada                                      |
| 16                                               | Jayna Hefford                                    | T                                                | 67                                               | 148                                              | 1977. május 14. (24 évesen)                      | Team Canada                                      |
| 17                                               | Jennifer Botterill                               | T                                                | 74                                               | 163                                              | 1979. május 1. (22 évesen)                       | Team Canada                                      |
| 22                                               | Hayley Wickenheiser                              | T                                                | 73                                               | 161                                              | 1978. augusztus 12. (23 évesen)                  | Team Canada                                      |
| 23                                               | Dana Antal                                       | T                                                | 64                                               | 141                                              | 1977. április 19. (24 évesen)                    | Team Canada                                      |
| 24                                               | Kelly Béchard                                    | T                                                | 67                                               | 148                                              | 1978. január 22. (24 évesen)                     | Team Canada                                      |
| 25                                               | Tammy Lee Shewchuk                               | T                                                | 49                                               | 108                                              | 1977. december 31. (24 évesen)                   | Team Canada                                      |
| 61                                               | Vicky Sunohara                                   | T                                                | 80                                               | 176                                              | 1970. május 18. (31 évesen)                      | Team Canada                                      |
| 77                                               | Cassie Campbell                                  | T                                                | 65                                               | 143                                              | 1973. november 22. (28 évesen)                   | Team Canada                                      |
| Vezetőedző: Daniele Sauvageau                    | Vezetőedző: Daniele Sauvageau                    | Vezetőedző: Daniele Sauvageau                    | Vezetőedző: Daniele Sauvageau                    | Vezetőedző: Daniele Sauvageau                    | 1962. április 22. (39 évesen)                    | 1962. április 22. (39 évesen)                    |

### Kazahsztán
| Kazah nemzeti női jégkorongcsapat-játékoskeret | Kazah nemzeti női jégkorongcsapat-játékoskeret | Kazah nemzeti női jégkorongcsapat-játékoskeret | Kazah nemzeti női jégkorongcsapat-játékoskeret | Kazah nemzeti női jégkorongcsapat-játékoskeret | Kazah nemzeti női jégkorongcsapat-játékoskeret | Kazah nemzeti női jégkorongcsapat-játékoskeret |
| #                                              | Név                                            | Poszt                                          | Magasság                                       | Súly                                           | Kor                                            | Klub                                           |
| ---------------------------------------------- | ---------------------------------------------- | ---------------------------------------------- | ---------------------------------------------- | ---------------------------------------------- | ---------------------------------------------- | ---------------------------------------------- |
| 1                                              | Anna Akimbetyeva                               | K                                              | 48                                             | 106                                            | 1976. augusztus 20. (25 évesen)                | CSZKA                                          |
| 33                                             | Natalja Trunova                                | K                                              | 70                                             | 154                                            | 1982. január 20. (20 évesen)                   | CSZKA                                          |
| 2                                              | Antonyida Aszonova                             | V                                              | 63                                             | 139                                            | 1979. augusztus 24. (22 évesen)                | CSZKA                                          |
| 4                                              | Okszana Tajkevics                              | V                                              | 68                                             | 150                                            | 1974. július 26. (27 évesen)                   | CSZKA                                          |
| 9                                              | Olga Potapova                                  | V                                              | 60                                             | 132                                            | 1976. december 16. (25 évesen)                 | CSZKA                                          |
| 12                                             | Viktorija Adijeva                              | V                                              | 55                                             | 121                                            | 1981. április 25. (20 évesen)                  | CSZKA                                          |
| 16                                             | Olga Koniseva                                  | V                                              | 58                                             | 128                                            | 1972. május 29. (29 évesen)                    | CSZKA                                          |
| 21                                             | Viktorija Szazonova                            | V                                              | 54                                             | 119                                            | 1983. augusztus 30. (18 évesen)                | CSZKA                                          |
| 5                                              | Tatyjana Hlizova                               | T                                              | 58                                             | 128                                            | 1981. március 10. (20 évesen)                  | CSZKA                                          |
| 6                                              | Ljubov Vafina                                  | T                                              | 50                                             | 110                                            | 1967. november 25. (34 évesen)                 | Ustinka                                        |
| 7                                              | Ljubov Alekszejeva                             | T                                              | 47                                             | 104                                            | 1984. május 5. (17 évesen)                     | RSMSM                                          |
| 10                                             | Jelena Stelmajszter                            | T                                              | 51                                             | 112                                            | 1977. szeptember 15. (24 évesen)               | CSZKA                                          |
| 11                                             | Nagyezsda Loszeva                              | T                                              | 64                                             | 141                                            | 1974. december 24. (27 évesen)                 | CSZKA                                          |
| 14                                             | Gyinara Gyikambajeva                           | T                                              | 49                                             | 108                                            | 1982. május 11. (19 évesen)                    | CSZKA                                          |
| 17                                             | Olga Krjukova                                  | T                                              | 53                                             | 117                                            | 1974. november 27. (27 évesen)                 | CSZKA                                          |
| 19                                             | Natalja Jakovcsuk                              | T                                              | 60                                             | 132                                            | 1975. július 29. (26 évesen)                   | CSZKA                                          |
| 23                                             | Jekatyerina Malceva                            | T                                              | 53                                             | 117                                            | 1985. március 31. (16 évesen)                  | CSZKA                                          |
| 27                                             | Szvetlana Malceva                              | T                                              | 48                                             | 106                                            | 1970. október 29. (31 évesen)                  | CSZKA                                          |
| 29                                             | Szvetlana Vaszina                              | T                                              | 51                                             | 112                                            | 1971. november 19. (30 évesen)                 | CSZKA                                          |
| 30                                             | Julija Szolovjova                              | T                                              | 74                                             | 163                                            | 1967. január 4. (35 évesen)                    | CSZKA                                          |
| Vezetőedző: Alekszandr Malcev                  | Vezetőedző: Alekszandr Malcev                  | Vezetőedző: Alekszandr Malcev                  | Vezetőedző: Alekszandr Malcev                  | Vezetőedző: Alekszandr Malcev                  | 1959. január 6. (43 évesen)                    | 1959. január 6. (43 évesen)                    |

### Oroszország
| Orosz nemzeti női jégkorongcsapat-játékoskeret | Orosz nemzeti női jégkorongcsapat-játékoskeret | Orosz nemzeti női jégkorongcsapat-játékoskeret | Orosz nemzeti női jégkorongcsapat-játékoskeret | Orosz nemzeti női jégkorongcsapat-játékoskeret | Orosz nemzeti női jégkorongcsapat-játékoskeret | Orosz nemzeti női jégkorongcsapat-játékoskeret |
| #                                              | Név                                            | Poszt                                          | Magasság                                       | Súly                                           | Kor                                            | Klub                                           |
| ---------------------------------------------- | ---------------------------------------------- | ---------------------------------------------- | ---------------------------------------------- | ---------------------------------------------- | ---------------------------------------------- | ---------------------------------------------- |
| 20                                             | Irina Gasennyikova                             | K                                              | 61                                             | 134                                            | 1975. május 11. (26 évesen)                    | Szkif Moszkva                                  |
| 30                                             | Irina Votinceva                                | K                                              | 64                                             | 141                                            | 1970. szeptember 19. (31 évesen)               | Szpartak Jekatyerinburg                        |
| 2                                              | Marija Barikina                                | V                                              | 60                                             | 132                                            | 1973. december 9. (28 évesen)                  | Szkif Moszkva                                  |
| 3                                              | Krisztyina Petrovszkaja                        | V                                              | 67                                             | 148                                            | 1980. június 3. (21 évesen)                    | University of Minnesota at Duluth              |
| 4                                              | Aljona Homics                                  | V                                              | 58                                             | 128                                            | 1981. február 26. (20 évesen)                  | Szpartak Jekatyerinburg                        |
| 7                                              | Jelena Bobrova                                 | V                                              | 63                                             | 139                                            | 1974. augusztus 23. (27 évesen)                | Szkif Moszkva                                  |
| 15                                             | Olga Permjakova                                | V                                              | 64                                             | 141                                            | 1982. április 12. (19 évesen)                  | Szpartak Cseljabinszk                          |
| 26                                             | Olga Szavenkova                                | V                                              | 61                                             | 134                                            | 1982. július 2. (19 évesen)                    | Lokomotiv                                      |
| 29                                             | Zsanna Scselcskova                             | V                                              | 60                                             | 132                                            | 1969. február 10. (32 évesen)                  | Szkif Moszkva                                  |
| 10                                             | Larisza Misina                                 | T                                              | 71                                             | 157                                            | 1975. szeptember 10. (26 évesen)               | Szkif Moszkva                                  |
| 11                                             | Tatyjana Szotnyikova                           | T                                              | 61                                             | 134                                            | 1981. január 20. (21 évesen)                   | Szkif Moszkva                                  |
| 12                                             | Julija Gladiseva                               | T                                              | 56                                             | 123                                            | 1981. december 4. (20 évesen)                  | Szkif Moszkva                                  |
| 17                                             | Jekatyerina Szmolenceva                        | T                                              | 66                                             | 146                                            | 1981. szeptember 15. (20 évesen)               | Szpartak Jekatyerinburg                        |
| 18                                             | Tatyana Carjova                                | T                                              | 56                                             | 123                                            | 1977. december 30. (24 évesen)                 | Szkif Moszkva                                  |
| 21                                             | Szvetlana Trefilova                            | T                                              | 66                                             | 146                                            | 1973. május 20. (28 évesen)                    | Szkif Moszkva                                  |
| 22                                             | Szvetlana Tyerentyjeva                         | T                                              | 61                                             | 134                                            | 1983. szeptember 25. (18 évesen)               | Szpartak Jekatyerinburg                        |
| 23                                             | Tatyjana Burina                                | T                                              | 62                                             | 137                                            | 1980. március 20. (21 évesen)                  | Szkif Moszkva                                  |
| 25                                             | Jekatyerina Paskevics                          | T                                              | 73                                             | 161                                            | 1972. december 19. (29 évesen)                 | Boston College                                 |
| 27                                             | Jelena Bjalkovszkaja                           | T                                              | 76                                             | 168                                            | 1977. március 22. (24 évesen)                  | Szkif Moszkva                                  |
| 28                                             | Okszana Tretyjakova                            | T                                              | 76                                             | 168                                            | 1979. március 10. (22 évesen)                  | Szkif Moszkva                                  |
| Vezetőedző: Vjacseszlav Dolgusin               | Vezetőedző: Vjacseszlav Dolgusin               | Vezetőedző: Vjacseszlav Dolgusin               | Vezetőedző: Vjacseszlav Dolgusin               | Vezetőedző: Vjacseszlav Dolgusin               | 1944. július 31. (57 évesen)                   | 1944. július 31. (57 évesen)                   |

### Svédország
| Svéd nemzeti női jégkorongcsapat-játékoskeret | Svéd nemzeti női jégkorongcsapat-játékoskeret | Svéd nemzeti női jégkorongcsapat-játékoskeret | Svéd nemzeti női jégkorongcsapat-játékoskeret | Svéd nemzeti női jégkorongcsapat-játékoskeret | Svéd nemzeti női jégkorongcsapat-játékoskeret | Svéd nemzeti női jégkorongcsapat-játékoskeret |
| #                                             | Név                                           | Poszt                                         | Magasság                                      | Súly                                          | Kor                                           | Klub                                          |
| --------------------------------------------- | --------------------------------------------- | --------------------------------------------- | --------------------------------------------- | --------------------------------------------- | --------------------------------------------- | --------------------------------------------- |
| 30                                            | Kim Martin                                    | K                                             | 65                                            | 143                                           | 1986. február 28. (15 évesen)                 | AIK                                           |
| 35                                            | Annica Åhlén                                  | K                                             | 77                                            | 170                                           | 1975. január 17. (27 évesen)                  | Brynas IF                                     |
| 5                                             | Emelie Berggren                               | V                                             | 68                                            | 150                                           | 1982. szeptember 15. (19 évesen)              | AIK                                           |
| 6                                             | Anna Andersson                                | V                                             | 60                                            | 132                                           | 1982. január 28. (20 évesen)                  | M/B Hockey                                    |
| 17                                            | Ann-Louise Edstrand                           | V                                             | 68                                            | 150                                           | 1975. április 25. (26 évesen)                 | M/B Hockey                                    |
| 23                                            | Gunilla Andersson                             | V                                             | 68                                            | 150                                           | 1975. április 26. (26 évesen)                 | M/B Hockey                                    |
| 25                                            | Therese Sjölander                             | V                                             | 69                                            | 152                                           | 1981. május 4. (20 évesen)                    | Solleftea Hockey                              |
| 27                                            | Ylva Lindberg                                 | V                                             | 70                                            | 154                                           | 1976. június 29. (25 évesen)                  | M/B Hockey                                    |
| 7                                             | Maria Roth                                    | T                                             | 72                                            | 159                                           | 1979. november 2. (22 évesen)                 | Univ. of Minn. at Duluth                      |
| 8                                             | Erika Holst                                   | T                                             | 84                                            | 185                                           | 1979. április 8. (22 évesen)                  | Univ. of Minn. at Duluth                      |
| 9                                             | Anna Vikman                                   | T                                             | 70                                            | 154                                           | 1981. január 13. (21 évesen)                  | Overkalix IF                                  |
| 10                                            | Evelina Samuelsson                            | T                                             | 62                                            | 137                                           | 1984. március 14. (17 évesen)                 | AIK                                           |
| 11                                            | Maria Larsson                                 | T                                             | 57                                            | 126                                           | 1979. február 18. (22 évesen)                 | Vasterhaninge IF                              |
| 14                                            | Kristina Bergstrand                           | T                                             | 64                                            | 141                                           | 1963. október 4. (38 évesen)                  | M/B Hockey                                    |
| 18                                            | Josefin Pettersson                            | T                                             | 64                                            | 141                                           | 1984. január 13. (18 évesen)                  | Minnesota-Richfield HS                        |
| 19                                            | Lotta Almblad                                 | T                                             | 68                                            | 150                                           | 1972. április 28. (29 évesen)                 | M/B Hockey                                    |
| 21                                            | Joa Elfsberg                                  | T                                             | 71                                            | 157                                           | 1979. július 30. (22 évesen)                  | Brynas IF                                     |
| 24                                            | Nanna Jansson                                 | T                                             | 64                                            | 141                                           | 1983. július 7. (18 évesen)                   | Brynas IF                                     |
| 28                                            | Danijela Rundqvist                            | T                                             | 63                                            | 139                                           | 1984. szeptember 26. (17 évesen)              | AIK                                           |
| 29                                            | Ulrica Lindström                              | T                                             | 65                                            | 143                                           | 1979. március 30. (22 évesen)                 | IF Bjorkloven                                 |
| Vezetőedző: Christian Yngve                   | Vezetőedző: Christian Yngve                   | Vezetőedző: Christian Yngve                   | Vezetőedző: Christian Yngve                   | Vezetőedző: Christian Yngve                   | 1963. szeptember 19. (38 évesen)              | 1963. szeptember 19. (38 évesen)              |

## B csoport

### Egyesült Államok
| Amerikai nemzeti női jégkorongcsapat-játékoskeret | Amerikai nemzeti női jégkorongcsapat-játékoskeret | Amerikai nemzeti női jégkorongcsapat-játékoskeret | Amerikai nemzeti női jégkorongcsapat-játékoskeret | Amerikai nemzeti női jégkorongcsapat-játékoskeret | Amerikai nemzeti női jégkorongcsapat-játékoskeret | Amerikai nemzeti női jégkorongcsapat-játékoskeret |
| #                                                 | Név                                               | Poszt                                             | Magasság                                          | Súly                                              | Kor                                               | Klub                                              |
| ------------------------------------------------- | ------------------------------------------------- | ------------------------------------------------- | ------------------------------------------------- | ------------------------------------------------- | ------------------------------------------------- | ------------------------------------------------- |
| 1                                                 | Sara Decosta                                      | K                                                 | 65                                                | 143                                               | 1977. május 13. (24 évesen)                       | US National Team                                  |
| 29                                                | Sarah Tueting                                     | K                                                 | 63                                                | 139                                               | 1976. április 26. (25 évesen)                     | US National Team                                  |
| 2                                                 | Tara Mounsey                                      | V                                                 | 68                                                | 150                                               | 1978. március 12. (23 évesen)                     | US National Team                                  |
| 3                                                 | Courtney Kennedy                                  | V                                                 | 86                                                | 190                                               | 1979. március 29. (22 évesen)                     | University of Minnesota                           |
| 4                                                 | Angela Ruggiero                                   | V                                                 | 86                                                | 190                                               | 1980. január 3. (22 évesen)                       | US National Team                                  |
| 5                                                 | Lyndsay Wall                                      | V                                                 | 64                                                | 141                                               | 1985. május 12. (16 évesen)                       | Syracuse Stars                                    |
| 7                                                 | Sue Merz                                          | V                                                 | 65                                                | 143                                               | 1972. április 10. (29 évesen)                     | US National Team                                  |
| 11                                                | A. J. Mleczko                                     | V                                                 | 72                                                | 159                                               | 1975. június 14. (26 évesen)                      | US National Team                                  |
| 24                                                | Chris Bailey                                      | V                                                 | 72                                                | 159                                               | 1972. február 5. (30 évesen)                      | US National Team                                  |
| 6                                                 | Karyn Bye                                         | T                                                 | 75                                                | 165                                               | 1971. május 18. (30 évesen)                       | US National Team                                  |
| 8                                                 | Laurie Baker                                      | T                                                 | 61                                                | 134                                               | 1976. november 6. (25 évesen)                     | US National Team                                  |
| 9                                                 | Andrea Kilbourne                                  | T                                                 | 79                                                | 174                                               | 1980. április 19. (21 évesen)                     | Princeton University                              |
| 12                                                | Jenny Potter                                      | T                                                 | 65                                                | 143                                               | 1979. január 12. (23 évesen)                      | US National Team                                  |
| 13                                                | Julie Chu                                         | T                                                 | 70                                                | 154                                               | 1982. március 13. (19 évesen)                     | US National Team                                  |
| 15                                                | Shelley Looney                                    | T                                                 | 63                                                | 139                                               | 1972. január 21. (30 évesen)                      | US National Team                                  |
| 17                                                | Krissy Wendell                                    | T                                                 | 70                                                | 154                                               | 1981. szeptember 12. (20 évesen)                  | US National Team                                  |
| 20                                                | Katie King                                        | T                                                 | 76                                                | 168                                               | 1975. május 24. (26 évesen)                       | US National Team                                  |
| 21                                                | Cammi Granato                                     | T                                                 | 63                                                | 139                                               | 1971. március 25. (30 évesen)                     | US National Team                                  |
| 22                                                | Natalie Darwitz                                   | T                                                 | 59                                                | 130                                               | 1983. október 13. (18 évesen)                     | US National Team                                  |
| 25                                                | Tricia Dunn                                       | T                                                 | 68                                                | 150                                               | 1974. április 25. (27 évesen)                     | US National Team                                  |
| Vezetőedző: Benjamin Smith                        | Vezetőedző: Benjamin Smith                        | Vezetőedző: Benjamin Smith                        | Vezetőedző: Benjamin Smith                        | Vezetőedző: Benjamin Smith                        | 1946. január 22. (56 évesen)                      | 1946. január 22. (56 évesen)                      |

### Finnország
| Finn nemzeti női jégkorongcsapat-játékoskeret | Finn nemzeti női jégkorongcsapat-játékoskeret | Finn nemzeti női jégkorongcsapat-játékoskeret | Finn nemzeti női jégkorongcsapat-játékoskeret | Finn nemzeti női jégkorongcsapat-játékoskeret | Finn nemzeti női jégkorongcsapat-játékoskeret | Finn nemzeti női jégkorongcsapat-játékoskeret |
| #                                             | Név                                           | Poszt                                         | Magasság                                      | Súly                                          | Kor                                           | Klub                                          |
| --------------------------------------------- | --------------------------------------------- | --------------------------------------------- | --------------------------------------------- | --------------------------------------------- | --------------------------------------------- | --------------------------------------------- |
| 19                                            | Tuula Puputti                                 | K                                             | 60                                            | 132                                           | 1977. november 5. (24 évesen)                 | Univ. of Minn. at Duluth                      |
| 30                                            | Minna-Monica Halonen                          | K                                             | 64                                            | 141                                           | 1975. október 11. (26 évesen)                 | Tappara Tampere                               |
| 3                                             | Emma Laaksonen                                | V                                             | 58                                            | 128                                           | 1981. december 17. (20 évesen)                | Ohio State University                         |
| 5                                             | Pirjo Ahonen                                  | V                                             | 61                                            | 134                                           | 1970. november 5. (31 évesen)                 | Hockey Cats Jyvaskyla                         |
| 6                                             | Saija Sirviö                                  | V                                             | 56                                            | 123                                           | 1982. december 29. (19 évesen)                | Karpat Oulu                                   |
| 9                                             | Terhi Mertanen                                | V                                             | 65                                            | 143                                           | 1981. április 4. (20 évesen)                  | Espoo Blues                                   |
| 20                                            | Kirsi Hänninen                                | V                                             | 68                                            | 150                                           | 1976. október 3. (25 évesen)                  | Karpat Oulu                                   |
| 22                                            | Päivi Salo                                    | V                                             | 58                                            | 128                                           | 1974. január 31. (28 évesen)                  | Karpat Oulu                                   |
| 8                                             | Marjo Voutilainen                             | T                                             | 69                                            | 152                                           | 1981. március 22. (20 évesen)                 | IHK Helsinki                                  |
| 10                                            | Sari Fisk                                     | T                                             | 64                                            | 141                                           | 1971. december 17. (30 évesen)                | Ilves Tampere                                 |
| 11                                            | Oona Parviainen                               | T                                             | 65                                            | 143                                           | 1977. szeptember 5. (24 évesen)               | Blues Espoo                                   |
| 13                                            | Riikka Nieminen                               | T                                             | 60                                            | 132                                           | 1973. június 12. (28 évesen)                  | Hockey Cats Jyvaskyla                         |
| 15                                            | Satu Hoikkala                                 | T                                             | 65                                            | 143                                           | 1980. január 14. (22 évesen)                  | Karpat Oulu                                   |
| 16                                            | Tiia Reima                                    | T                                             | 53                                            | 117                                           | 1973. február 1. (29 évesen)                  | IHK Helsinki                                  |
| 21                                            | Petra Vaarakallio                             | T                                             | 73                                            | 161                                           | 1975. június 17. (26 évesen)                  | Blues Espoo                                   |
| 23                                            | Hanne Sikiö                                   | T                                             | 69                                            | 152                                           | 1978. március 19. (23 évesen)                 | Univ. of Minn. at Duluth                      |
| 25                                            | Marja-Helena Pälvilä                          | T                                             | 70                                            | 154                                           | 1970. március 4. (31 évesen)                  | Blues Espoo                                   |
| 26                                            | Henna Savikuja                                | T                                             | 67                                            | 148                                           | 1978. március 28. (23 évesen)                 | Karpat Oulu                                   |
| 28                                            | Katja Riipi                                   | T                                             | 63                                            | 139                                           | 1975. október 26. (26 évesen)                 | IHK Helsinki                                  |
| 29                                            | Karoliina Rantamäki                           | T                                             | 68                                            | 150                                           | 1978. február 23. (23 évesen)                 | Blues Espoo                                   |
| Vezetőedző: Jouko Lukkarila                   | Vezetőedző: Jouko Lukkarila                   | Vezetőedző: Jouko Lukkarila                   | Vezetőedző: Jouko Lukkarila                   | Vezetőedző: Jouko Lukkarila                   | 1956. szeptember 27. (45 évesen)              | 1956. szeptember 27. (45 évesen)              |

### Németország
| Német nemzeti női jégkorongcsapat-játékoskeret | Német nemzeti női jégkorongcsapat-játékoskeret | Német nemzeti női jégkorongcsapat-játékoskeret | Német nemzeti női jégkorongcsapat-játékoskeret | Német nemzeti női jégkorongcsapat-játékoskeret | Német nemzeti női jégkorongcsapat-játékoskeret | Német nemzeti női jégkorongcsapat-játékoskeret |
| #                                              | Név                                            | Poszt                                          | Magasság                                       | Súly                                           | Kor                                            | Klub                                           |
| ---------------------------------------------- | ---------------------------------------------- | ---------------------------------------------- | ---------------------------------------------- | ---------------------------------------------- | ---------------------------------------------- | ---------------------------------------------- |
| 13                                             | Stephanie Wartosch-Kürten                      | K                                              | 70                                             | 154                                            | 1978. november 12. (23 évesen)                 | TV Kornwestheim                                |
| 22                                             | Esther Thyssen                                 | K                                              | 65                                             | 143                                            | 1979. július 31. (22 évesen)                   | Grefrather EC                                  |
| 8                                              | Nina Ziegenhals                                | V                                              | 60                                             | 132                                            | 1982. május 23. (19 évesen)                    | TV Kornwestheim                                |
| 20                                             | Nina Linde                                     | V                                              | 64                                             | 141                                            | 1980. június 10. (21 évesen)                   | TV Kornwestheim                                |
| 23                                             | Sabrina Kruck                                  | V                                              | 65                                             | 143                                            | 1981. november 3. (20 évesen)                  | SC Reissersee                                  |
| 25                                             | Sabine Rückauer                                | V                                              | 65                                             | 143                                            | 1977. április 13. (24 évesen)                  | TV Kornwestheim                                |
| 44                                             | Jana Schreckenbach                             | V                                              | 69                                             | 152                                            | 1982. július 8. (19 évesen)                    | Mannheimer ERC                                 |
| 69                                             | Sandra Kinza                                   | V                                              | 69                                             | 152                                            | 1969. augusztus 1. (32 évesen)                 | OSC Berlin                                     |
| 9                                              | Raffi Wolf                                     | T                                              | 70                                             | 154                                            | 1978. június 20. (23 évesen)                   | Univ. of Maine at Orono                        |
| 14                                             | Anja Scheytt                                   | T                                              | 70                                             | 154                                            | 1980. december 5. (21 évesen)                  | Mannheimer ERC                                 |
| 15                                             | Nina Ritter                                    | T                                              | 62                                             | 137                                            | 1981. január 26. (21 évesen)                   | SC Reissersee                                  |
| 17                                             | Franziska Reindl                               | T                                              | 66                                             | 146                                            | 1982. szeptember 16. (19 évesen)               | SC Reissersee                                  |
| 19                                             | Christina Oswald                               | T                                              | 75                                             | 165                                            | 1973. július 26. (28 évesen)                   | SC Reissersee                                  |
| 21                                             | Michaela Lanzl                                 | T                                              | 51                                             | 112                                            | 1983. február 21. (18 évesen)                  | Wanderers Germering                            |
| 24                                             | Stephanie Frühwirt                             | T                                              | 69                                             | 152                                            | 1980. július 22. (21 évesen)                   | TV Kornwestheim                                |
| 29                                             | Claudia Grundmann                              | T                                              | 69                                             | 152                                            | 1976. április 22. (25 évesen)                  | OSC Berlin                                     |
| 54                                             | Maren Valenti                                  | T                                              | 71                                             | 157                                            | 1976. október 15. (25 évesen)                  | Mannheimer ERC                                 |
| 66                                             | Bettina Evers                                  | T                                              | 65                                             | 143                                            | 1981. augusztus 17. (20 évesen)                | TELUS Lightning                                |
| 71                                             | Julia Wierscher                                | T                                              | 65                                             | 143                                            | 1971. május 10. (30 évesen)                    | EC Bergkamen                                   |
| 81                                             | Maritta Becker                                 | T                                              | 70                                             | 154                                            | 1981. március 11. (20 évesen)                  | DHC Lyss                                       |
| Vezetőedző: Rainer Nittel                      | Vezetőedző: Rainer Nittel                      | Vezetőedző: Rainer Nittel                      | Vezetőedző: Rainer Nittel                      | Vezetőedző: Rainer Nittel                      | 1967. március 19. (34 évesen)                  | 1967. március 19. (34 évesen)                  |

### Kína
| Kínai nemzeti női jégkorongcsapat-játékoskeret | Kínai nemzeti női jégkorongcsapat-játékoskeret | Kínai nemzeti női jégkorongcsapat-játékoskeret | Kínai nemzeti női jégkorongcsapat-játékoskeret | Kínai nemzeti női jégkorongcsapat-játékoskeret | Kínai nemzeti női jégkorongcsapat-játékoskeret | Kínai nemzeti női jégkorongcsapat-játékoskeret |
| #                                              | Név                                            | Poszt                                          | Magasság                                       | Súly                                           | Kor                                            | Klub                                           |
| ---------------------------------------------- | ---------------------------------------------- | ---------------------------------------------- | ---------------------------------------------- | ---------------------------------------------- | ---------------------------------------------- | ---------------------------------------------- |
| 1                                              | Limei Jiang                                    | K                                              | 64                                             | 141                                            | 1978. szeptember 5. (23 évesen)                | Harbin Ice Hockey Club                         |
| 20                                             | Hong Guo                                       | K                                              | 68                                             | 150                                            | 1973. május 1. (28 évesen)                     | Harbin Ice Hockey Club                         |
| 2                                              | Ying Wang                                      | V                                              | 62                                             | 137                                            | 1981. október 8. (20 évesen)                   | Harbin Ice Hockey Club                         |
| 4                                              | Xuan Li                                        | V                                              | 67                                             | 148                                            | 1972. február 29. (29 évesen)                  | Harbin Ice Hockey Club                         |
| 6                                              | Yan Lu                                         | V                                              | 62                                             | 137                                            | 1972. július 25. (29 évesen)                   | Harbin Ice Hockey Club                         |
| 7                                              | Lei Xu                                         | V                                              | 68                                             | 150                                            | 1977. január 26. (25 évesen)                   | Harbin Ice Hockey Club                         |
| 9                                              | Hong Sang                                      | V                                              | 60                                             | 132                                            | 1974. április 29. (27 évesen)                  | Harbin Ice Hockey Club                         |
| 10                                             | Jing Chen                                      | V                                              | 65                                             | 143                                            | 1971. április 22. (30 évesen)                  | Harbin Ice Hockey Club                         |
| 21                                             | Weinan Guan                                    | V                                              | 66                                             | 146                                            | 1981. október 10. (20 évesen)                  | Harbin Ice Hockey Club                         |
| 24                                             | Tiantian Shen                                  | V                                              | 72                                             | 159                                            | 1982. június 12. (19 évesen)                   | Harbin Ice Hockey Club                         |
| 3                                              | Hongmei Liu                                    | T                                              | 55                                             | 121                                            | 1973. december 27. (28 évesen)                 | Harbin Ice Hockey Club                         |
| 8                                              | Xiuqing Yang                                   | T                                              | 80                                             | 176                                            | 1975. április 15. (26 évesen)                  | Harbin Ice Hockey Club                         |
| 11                                             | Chunrong Hu                                    | T                                              | 65                                             | 143                                            | 1979. május 11. (22 évesen)                    | Harbin Ice Hockey Club                         |
| 12                                             | Fengling Jin                                   | T                                              | 54                                             | 119                                            | 1982. november 20. (19 évesen)                 | Harbin Ice Hockey Club                         |
| 13                                             | Jing Zhang                                     | T                                              | 54                                             | 119                                            | 1977. március 18. (24 évesen)                  | Harbin Ice Hockey Club                         |
| 14                                             | Rui Sun                                        | T                                              | 65                                             | 143                                            | 1982. május 14. (19 évesen)                    | Harbin Ice Hockey Club                         |
| 15                                             | Yanhui Liu                                     | T                                              | 58                                             | 128                                            | 1982. június 20. (19 évesen)                   | Harbin Ice Hockey Club                         |
| 18                                             | Xiaojun Ma                                     | T                                              | 65                                             | 143                                            | 1978. július 12. (23 évesen)                   | Harbin Ice Hockey Club                         |
| 19                                             | Linuo Wang                                     | T                                              | 62                                             | 137                                            | 1979. augusztus 28. (22 évesen)                | Harbin Ice Hockey Club                         |
| 22                                             | Qiuwa Dai                                      | T                                              | 60                                             | 132                                            | 1982. augusztus 11. (19 évesen)                | Harbin Ice Hockey Club                         |
| Vezetőedző: Naifeng Yao                        | Vezetőedző: Naifeng Yao                        | Vezetőedző: Naifeng Yao                        | Vezetőedző: Naifeng Yao                        | Vezetőedző: Naifeng Yao                        | 1956. március 21. (45 évesen)                  | 1956. március 21. (45 évesen)                  |